# 김재호 (야구인)
김재호(金宰鎬, 1985년 3월 21일 ~ )는 전 KBO 리그 두산 베어스의 내야수이자, 현 SPOTV 야구 해설위원이다.

## 두산 베어스시절
2004년에 1차 지명을 받아 입단했으나, 그 해 2004년 한국 프로 야구 병역 비리 사건에 연루돼 그 해 시즌 잔여 경기 출장 금지 징계를 받았다.

## 상무 야구단시절
2005년 시즌 후 상무에 입대하여 2007년에 제대했다.

## 두산 베어스복귀
제대한 후 2008년 당시 주전 유격수였던 이대수의 부상으로 대신 주전 유격수로 출전해 부상에서 돌아온 이대수와 주전 경쟁을 했다. 발은 빠르지만 타격이 부족해 손시헌, 고영민, 오재원, 이원석에게 밀렸고 경기 막판에 대주자나 대수비로 출장했다. 하지만 고영민의 부진에 의한 2군 강등, 이원석의 3루 수비 고정, 오재원의 1루 수비 고정, 당시 주전 유격수였던 손시헌의 노쇠화로 2012년 후반부터 기회를 얻기 시작했고, 2013년에 주전 자리를 꿰찼다.
2014년에 손시헌이 NC 다이노스로 이적함에 따라 백업이었던 그는 주전 유격수로 개막전에 선발 출장했다. 하지만 주전으로 인한 부담으로 인해 시즌 초반 타격이 매우 부진했다. 그러나 중반에는 타격이 3할을 기록할 정도로 타격감이 좋았다. 하지만 풀 타임을 소화하며 잔부상과 체력 저하로 타격이 떨어져 2할대 타율을 기록했다.
그는 데뷔 후 가장 많은 122경기에 출장했으며 86안타, 3홈런, 54타점을 기록했다.
2015년 시즌 후 데뷔 첫 골든 글러브를 수상했다.
2016년에 오재원에 이어 새로운 주장으로 선임됐다.
2016년 시즌 후 FA를 선언해 4년 50억원에 잔류했다. 이는 시즌 첫 FA 계약이었다.
2016년 시즌 후 지난 시즌에 이어 2년 연속 골든글러브를 수상했다. 이는 역대 6번째 유격수 연속 2년 골든글러브 수상이었다. 2017년 부상으로 인해 말소되며 주장직을 김재환에게 넘겨줬다. 복귀 후 타격감이 돌아왔으나, 2017년 8월 29일 롯데전에서 수비 중 김재환과 충돌하며 어깨 부상을 당해 다시 말소됐다.
2020년 시즌 후 FA 자격을 취득해 3년 총액 25억원에 잔류했다.
2024년 시즌을 마치고 현역 은퇴를 선언했다.

## 별명
- 시도 때도 없이 웃고 다녀 '김ㅋㅋ'이라고 불린다.[7]

## 출신 학교
- 서울남정초등학교
- 중앙중학교
- 중앙고등학교

## 통산 기록
| 연도 | 팀명   | 타율  | 경기 | 타수 | 득점 | 안타 | 2루타 | 3루타 | 홈런 | 루타 | 타점 | 도루 | 도실 | 볼넷 | 사구 | 삼진 | 병살 | 실책 |
| ---- | ------ | ----- | ---- | ---- | ---- | ---- | ----- | ----- | ---- | ---- | ---- | ---- | ---- | ---- | ---- | ---- | ---- | ---- |
| 2004 | 두산   | 0.000 | 36   | 9    | 4    | 0    | 0     | 0     | 0    | 0    | 0    | 0    | 0    | 0    | 0    | 3    | 0    | 0    |
| 2005 | 두산   | 0.222 | 47   | 27   | 6    | 6    | 1     | 1     | 1    | 12   | 4    | 1    | 0    | 2    | 1    | 5    | 1    | 2    |
| 2008 | 두산   | 0.249 | 112  | 261  | 48   | 65   | 8     | 5     | 1    | 86   | 21   | 12   | 3    | 25   | 2    | 33   | 7    | 14   |
| 2009 | 두산   | 0.239 | 80   | 180  | 27   | 43   | 9     | 4     | 3    | 69   | 36   | 4    | 1    | 20   | 1    | 27   | 5    | 7    |
| 2010 | 두산   | 0.224 | 83   | 85   | 11   | 19   | 3     | 1     | 0    | 24   | 8    | 5    | 1    | 14   | 1    | 15   | 3    | 2    |
| 2011 | 두산   | 0.183 | 57   | 109  | 6    | 20   | 5     | 1     | 0    | 27   | 9    | 1    | 1    | 7    | 2    | 15   | 4    | 5    |
| 2012 | 두산   | 0.215 | 84   | 177  | 23   | 38   | 2     | 2     | 0    | 44   | 11   | 3    | 3    | 16   | 2    | 31   | 5    | 1    |
| 2013 | 두산   | 0.315 | 91   | 248  | 42   | 78   | 10    | 3     | 1    | 97   | 32   | 9    | 6    | 26   | 0    | 24   | 7    | 5    |
| 2014 | 두산   | 0.252 | 122  | 341  | 50   | 86   | 14    | 1     | 3    | 111  | 54   | 2    | 8    | 54   | 2    | 59   | 14   | 11   |
| 2015 | 두산   | 0.307 | 133  | 410  | 63   | 126  | 24    | 3     | 3    | 165  | 50   | 7    | 2    | 54   | 3    | 42   | 18   | 16   |
| 2016 | 두산   | 0.310 | 137  | 416  | 69   | 129  | 27    | 3     | 7    | 183  | 78   | 8    | 4    | 57   | 5    | 52   | 8    | 10   |
| 2017 | 두산   | 0.293 | 91   | 283  | 34   | 83   | 18    | 1     | 7    | 124  | 50   | 7    | 1    | 36   | 3    | 52   | 6    | 9    |
| 2018 | 두산   | 0.311 | 131  | 402  | 78   | 125  | 20    | 0     | 16   | 193  | 75   | 6    | 2    | 52   | 4    | 77   | 12   | 12   |
| 2019 | 두산   | 0.268 | 130  | 377  | 51   | 101  | 22    | 0     | 4    | 135  | 48   | 3    | 3    | 67   | 7    | 58   | 10   | 10   |
| 2020 | 두산   | 0.289 | 120  | 402  | 48   | 116  | 15    | 1     | 2    | 139  | 39   | 6    | 2    | 45   | 4    | 45   | 17   | 13   |
| 2021 | 두산   | 0.209 | 89   | 211  | 23   | 44   | 8     | 0     | 1    | 55   | 24   | 1    | 1    | 29   | 2    | 34   | 7    | 4    |
| 2022 | 두산   | 0.215 | 102  | 223  | 26   | 48   | 7     | 0     | 1    | 58   | 21   | 0    | 0    | 2    | 2    | 33   | 5    | 8    |
| 2023 | 두산   | 0.283 | 91   | 247  | 32   | 70   | 13    | 0     | 3    | 92   | 29   | 4    | 0    | 30   | 8    | 24   | 11   | 10   |
| 2024 | 두산   | 0.302 | 57   | 126  | 20   | 38   | 5     | 0     | 1    | 46   | 11   | 0    | 0    | 19   | 1    | 23   | 4    | 7    |
| 통산 | 19시즌 | 0.272 | 1793 | 4534 | 661  | 1235 | 211   | 26    | 54   | 1660 | 600  | 79   | 40   | 581  | 50   | 652  | 144  | 144  |